# ПИГС
ПИГС (на английски: PIGS) е наименование на група страни със сходна икономическа политика и състояние.
Представлява акроним от имената на английски на Португалия, Италия, Гърция, Испания (Portugal, Italy, Greece, Spain).
Съкращението е по подобие на термина БРИКС. Използвана е алюзия чрез игра на думи (на английски: pigs = прасета).
С помощта на термина редица анализатори и играчи на капиталовите пазари започнаха да обозначават част от страните в Европейския съюз, които изпитват фискални затруднения и висока степен на задлъжнялост след началото на световната финансова криза в края на 2008 г. и особено във връзка с опасенията за дестабилизиране на Еврозоната през първата половина на 2010 г.

## Варианти
Към съкращението понякога се добавят Република Ирландия и Обединеното кралство Великобритания и Северна Ирландия и то става ПИИГГС от PIIGGS (Portugal, Italy, Ireland, Great Britain, Greece, Spain).